# Sphingomima
Sphingomima là một chi bướm đêm thuộc họ Geometridae.